# Астрильд болотяний
Астри́льд болотяний (Estrilda paludicola) — вид горобцеподібних птахів родини астрильдових (Estrildidae). Мешкає в Центральній Африці.

## Опис
Довжина птаха становить 9-10 см. Голова і шия коричнювато-сірі, спина світло-оливково-коричнева, надхвістя яскраво-малиново-червоне. Щоки і скроні блідо-сірі, горло і підборіддя кремово-білі, груди і боки охристі, нижні покривні пера хвоста коричнювато-охристі. Очі червонувато-карі, дзьоб червоний, лапи темно-коричневі. Самиці є дещо блідішими, ніж самці.

## Підвиди
Виділяють п'ять підвидів:
- E. p. paludicola Heuglin, 1863 — від сходу ЦАР і півночі ДР Конго до західної Кенії;
- E. p. roseicrissa Reichenow, 1892 — від сходу ДР Конго і південного заходу Уганди до північно-західної Танзанії;
- E. p. marwitzi Reichenow, 1900 — південь центральної Танзанії;
- E. p. benguellensis Neumann, 1908 — Ангола, південь ДР Конго і Замбія;
- E. p. ruthae Chapin, 1950 — Габон, Республіка Конго і ДР Конго.

Абісинські і нігерійські астрильди раніше вважалися конспецифічними з болотяним астрильдом, однак були визнані окремими видами.

## Поширення і екологія
Болотяні астрильди мешкають в Габоні, Республіці Конго, Демократичній Республіці Конго, Центральноафриканській Республіці, Південному Судані, Уганді, Руанді, Бурунді, Кенії, Танзанії, Анголі і Замбії. Вони живуть на луках, в чагарникових і очеретяних заростях на берегах водойм, на узліссях галерейних лісів, на полях і в садах. Зустрічаються зграйками до 30 птахів, в Уганді на висоті до 2000 м над рівнем моря. Іноді приєднуються до змішаних зграй птахів. Живляться переважно насінням трав, віддають перевагу незрілим зернам, яких збирають прямо з колосся. Також вони живляться ягодами, плодами, іноді дрібними комахами.
Початок сезону розмноження різниться в залежності від регіону і зазвичай припадає на завершення сезону дощів. Гніздо має кулеподібну форму з бічним входом, робиться з переплетених стебел трави і рослинних волокон, розміщується в густій траві. Часто на вершині справжнього гнізда знаходиться фальшиве, в якому відпочиває самець, і яке має на меті заплутати хижаків або порушників. В кладці 4-5 білуватих яєць. Інкубаційний період триває 12-13 днів, насиджують і самиці, і самці. Пташенята покидають гніздо через 20 днів після вилуплення. Доглядають за пташенятами і самиці, і самці.